# Штенцель, Альфред
Альфред Штенцель (24 декабря 1832, Бреслау — 16 июня 1906, Гёттинген) — германский военный моряк и военный писатель
.
Получил среднее образование в гимназии Марии Магдалины в родном городе; после окончания обучения с 1849 по 1860 год служил на торговом флоте, в конце 1850-х годов успешно сдал экзамен на штурмана. С 1860 по 1862 год изучал математику и астрономию в Гёттингене и Берлине.

## Служба
19 апреля 1862 года поступил на службу в прусский военно-морской флот и в скором времени получил офицерское звание, а уже 16 ноября 1863 года ему было присвоено звание лейтенанта-цур-зее. В 1864 году участвовал в войне с Данией и принимал участие в битве при Ясмунде. В 1866 году сражался в Австро-прусско-итальянской войне, командовал канонерской лодкой Tiger и принимал участие в захвате Эмдена. В 1867 году получил звание капитан-лейтенанта и до 1870 года служил в прусском военно-морском министерстве.
Во время Франко-прусской войны был начальником штаба эскадры Немецкого моря, после войны служил штабным офицером у адмирала Адальберта. В начале 1872 года участвовал в организации Императорского адмиралтейства, а осенью того же года был повышен в звании до корветтен-капитана и получил под командование канонерскую лодку Albatroß.
С 1875 года был преподавателем морской тактики, военно-морской истории, морской организации и морских сигналов в Военно-морской академии в Киле. В декабре 1878 года получил звание капитана-цур-зее. Весной 1881 года завершил преподавательскую карьеру и стал директором военной верфи в Вильгельмсхафене. С осени 1885 по осень 1886 года был командиром учебной эскадры, а затем был инспектором военно-морской артиллерии в Вильгельмсхафене. 18 октября 1887 года вышел в отставку, официально демобилизован был 10 декабря 1889 года. С 1894 по 1896 год вновь преподавал в Военно-морской академии.

## Главные работы
«Ueber Kriegführung zu See» (Берлин, 1889);
«Der neue Seehafen bei Kuxhaven» (там же, 1890);
«Helgoland und die deutsche Flotte» (там же, 1891);
«Die deutsche Flotte und der Reichstag» (там же, 1892);
«Der kürzeste Weg nach Konstantinopel» (Киль, 1894);
«Die Flotte der Nordstaaten im Secessionskriege» (Берлин, 1894).